# XL Recordings
XL Recordings is een Brits platenlabel dat bestaat sinds 1989. Aanvankelijk was het een label puur gericht op dancemuziek. Daarbij werden met name The Prodigy en Basement Jaxx bekend. Verder was het label verantwoordelijk van het op de Britse markt uitbrengen van singles van andere labels. Later werden artiesten uit andere genres als Badly Drawn Boy, White stripes en Adele aan het label verbonden.

## Geschiedenis
De basis voor XL ontstond in de jaren tachtig bij het City Beat label. Dit label ontstond in 1986 als sublabel van het indielabel Beggars Banquet in samenwerking met een platenzaak. Medewerkers Tim Palmer en Nick Hawkes splitsten zich af om met Richard Russell een nieuw label te beginnen dat zich concentreerde op house en rave. De doorbraak van het label volgde in 1991 toen The Prodigy zijn single Charly uitbracht. Voorts brachten ze enkele grote ravehits uit andere landen op de Britse markt uit. Een jaar later werd het debuutalbum The Experience van de groep een succes en groeide Out of space uit tot een wereldhit. De act SL2 deed het eveneens goed en kwam met On a raggatip (1992) hoog in de hitlijsten. 
Het eerste uitstapje buiten dancemuziek werd de groep House Of Pain. XL zorgde voor de uitgave van de single Jump around (1993). De eerste Nederlander die uitbracht op XL was Patrick Prins, die er het nummer Le Voie De Soleil uitbracht als Subliminal cuts.
The Prodigy bleek voor het label een groot succes en ook de opvolgende albums verkochten zeer goed. Andere grote namen die later in de jaren negentig bij het label kwamen waren Jonny L en Basement Jaxx. Roni Size bracht er eveneens zijn project Breakbeat Era onder. In 2000 werd opnieuw een opvallende act verbonden aan het label. XL nam de grootschalige uitgave van singersongwriter Badly Drawn Boy voor haar rekening. Ook haalden ze het werk van de Amerikaanse band White Stripes en de Canadese artieste Peaches naar Europa. Vanaf dat moment werden meerdere rock- en indiebandjes gecontracteerd. Uit eigen kweek kwamen danceacts als Dizzee Rascal, M.I.A. en Lemon Jelly. Een van de belangrijkste doorbraken van het label werd zangeres Adele. Haar albums 19 en 21 waren goed voor een verkoop van miljoenen. Verder wisten gevestigde artiesten als Radiohead, Bobby Womack en Sigur Ros hun weg naar het label te vinden.

## Artiesten die werk uitbrachten op XL Recordings
- The Prodigy
- House Of Pain
- Jonny L
- Basement Jaxx
- Badly Drawn Boy
- Peaches
- Lemon Jelly
- Liquid
- White Stripes
- Layo & Bushwacka!
- Electric Six
- Dizzee Rascal
- M.I.A.
- Adele
- Jungle
- Ibeyi
- Arca

## Artiestenalbums die uitgebracht zijn op XL Recordings (selectief)
- Ellis-D - Free Your Mind  1989
- Frankie Bones & Lenny Dee – The Looney Tunes EP Vol. One 1989
- The Prodigy - The Experience 1992
- The Prodigy - Music For The Jilted Generation 1994
- Liquid - Culture 1995
- Empirion - Advanced Technology 1996
- The Prodigy - The Fat Of The Land 1997
- Jonny L - Sawtooth 1997
- Jonny L - Magnetic 1998
- Breakbeat Era - Ultra Obscene 1999
- Basement Jaxx - Remedy 1999
- Stroke - First In Last Out 1999
- Maxim - Hells Kitchen 2000
- Basement Jaxx - Rooty 2001
- Lemon Jelly - Lost Horizons 2002
- Layo & Bushwacka! - Night Works 2002
- Electric Six - Fire 2003
- Peaches - Fatherfucker 2003
- Dizzee Rascal - Boy in Da Corner 2003
- Basement Jaxx - Kish Kash 2003
- Lemon Jelly - '64-'95 2004
- The Prodigy - Always Outnumbere, Never Outgunned 2004
- Wiley - Treddin'on thin ice 2004
- Dizzee Rascal - Showtime 2004
- Peaches - Impeach My Bush 2005
- M.I.A. - Arular 2005
- Thom Yorke - The Eraser 2006
- Basement Jaxx - Crazy Itch Radio 2006
- Dizzee Rascal - Maths+English 2007
- M.I.A. - Kala 2007
- Radiohead - In Rainbows 2007
- Peaches - I Feel Cream 2007
- Adele - 19 2008
- The Prodigy - Invaders Must Die 2009
- Gotan Project - Tango 3.0 2010
- M.I.A. - /\/\ /\ Y /\ 2010
- Radiohead - The King of Limbs 2011
- Adele - 21 2011
- Bobby Womack - The Bravest Man In The Universe 2012
- Sigur Rós - Hvarf - Heim 2012
- Atoms For Peace - Amok 2013
- Jungle - Jungle 2014

## Bekende platen van XL Recordings
- The Prodigy - Charly 1991
- SL2 - DJ's take control 1991
- Liquid - Sweet Harmony 1992
- SL2 - On a raggatip 1992
- The Prodigy - Out of space 1992
- The House Of Pain - Jump around 1993
- Subliminal Cuts - Le Voie Le Soleil 1994
- The Prodigy - No Good, start the dance 1994
- The Prodigy - Voodoo People 1994
- The Prodigy - Firestarter 1996
- The Prodigy - Breathe 1996
- Jonny L - Piper 1997
- The Prodigy - Smack My Bitch Up 1997
- Jonny L ft. Silvah Bullet - 20 Degrees 1998
- Basement Jaxx - Red Alert 1999
- Basement Jaxx - Rendez vu 1999
- Maxim ft. Skin - Carmen Queasy 2000
- The Avalanches- Since I Left You 2000
- Basement Jaxx - Romeo 2001
- Basement Jaxx - Where's your head at? 2001
- Layo & Bushwacka! - Love Story 2002
- Electric Six - Gay Bar 2003
- Gotan Project - Santa Maria 2003
- White Stripes - 7 Nation Army
- Basement Jaxx ft. Dizzee Rascal - Lucky Star 2003
- M.I.A. - Galang 2004
- M.I.A. - Sunshowers 2004
- The Prodigy - Girls 2004
- Dizzee Rascal - Stand up tall 2004
- Basement Jaxx - O My Gosh 2005
- White Stripes - My Doorbell 2005
- M.I.A. - Bucky Done Gun 2005
- Thom Yorke - Harrowdown Hill 2006
- Dizzee Rascal - Sirens 2007
- Adele - Chasing pavements 2008
- Radiohead - Nude 2008
- Adele - Make you feel my love 2008
- M.I.A. - Paper planes 2008
- The Prodigy - Invaders Must Die 2009
- The Prodigy - Omen 2009
- Adele - Rolling in the deep 2011
- Adele - Set fire to the rain 2011
- Adele - Skyfall 2012